# 83 Leonis

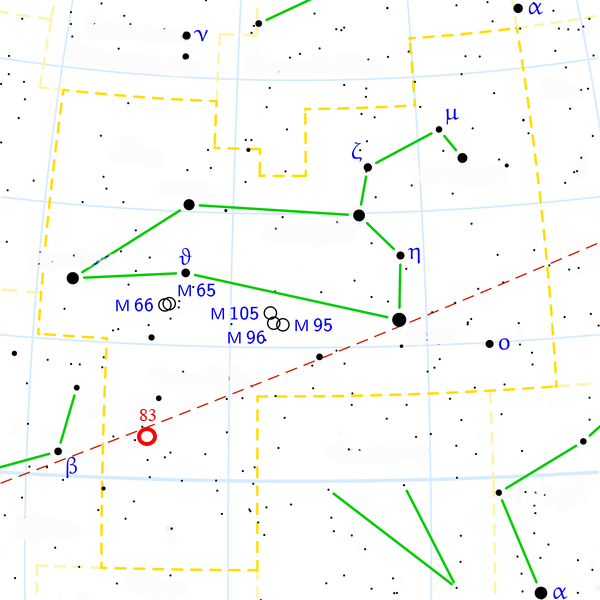
83 Leonis

83 Leonis (83 Leo / GJ 429 AB) es una estrella binaria en la constelación de Leo, situada al sur de Duhr (δ Leonis), oeste de Zavijava (β Virginis) y este de α Sextantis. El sistema, conocido también como Struve 1540 AB, se encuentra a 58 años luz de distancia de la Tierra. Se conocen dos planetas extrasolares alrededor de una de las componentes del sistema.
83 Leonis es una binaria amplia cuyas componentes, separadas visualmente 28 segundos de arco, se encuentran a unas 720 UA de distancia entre sí y se mueven en una órbita excéntrica (ε = 0,46) que completan en unos 32 000 años. Una tercera estrella a 90,3 segundos de arco parece que no es una compañera real y simplemente está en la misma línea de visión.
83 Leonis A (HD 99491), la estrella principal, es una subgigante amarillo-naranja de tipo espectral G6/8-K0IV de magnitud aparente +6,49. Su radio es 1,9 veces mayor que el radio solar, con una luminosidad del 66 % de la que tiene el Sol. Su metalicidad es entre 1,2 y 2,3 veces mayor que la solar. 83 Leonis B (HD 99492) es una enana naranja —aunque también pudiera ser una subgigante— de tipo K2V-IV y magnitud +7,57. Con un radio equivalente al 88 % del radio solar, su luminosidad es sólo el 24 % de la del Sol, y su masa el 88 % de la masa solar.

## Sistema planetario
En 2005 se descubrió alrededor de 83 Leonis B un planeta (HD 99492 b) con una masa mínima de 36 veces la masa terrestre o el 11 % de la masa de Júpiter. Situado muy cerca de la estrella —a 0,12 UA, una tercera parte de la distancia entre Mercurio y el Sol— completa una órbita cada 17,04 días.
Un segundo planeta más externo, descubierto en 2010 y denominado HD 99492 c, orbita a una distancia media de 5,4 UA de 83 Leonis B. Su período orbital es de 4970 días.
| Acompañante (En orden desde la estrella) | Masa (MJ)       | Período orbital (días) | Semieje mayor (UA) | Excentricidad |
| ---------------------------------------- | --------------- | ---------------------- | ------------------ | ------------- |
| HD 99492 b                               | > 0,109 ± 0,013 | 17,0431 ± 0,047        | 0,1232 ± 0,0071    | 0,254 ± 0,092 |
| HD 99492 c                               | > 0,36 ± 0,02   | 4970 ± 149             | 5,4 ± 0,1          | 0,106 ± 0,006 |